# Saxifraga drabiformis
Saxifraga drabiformis är en stenbräckeväxtart som beskrevs av Adrien René Franchet. Saxifraga drabiformis ingår i Bräckesläktet som ingår i familjen stenbräckeväxter. Inga underarter finns listade i Catalogue of Life.